# Les Corrompus (roman)
Pour les articles homonymes, voir Les Corrompus.
Les Corrompus est un roman de Gilles Martin-Chauffier paru le 2 septembre 1998 aux éditions Grasset et ayant reçu le prix Interallié la même année.

## Résumé
Yann Kerven, un « paresseux snob », travaillant à Paris-Scoop (Chauffier est rédac chef de Paris Match) fait le nègre pour un secrétaire d'État voulant publier une biographie de Barbey d'Aurevilly. Il est témoin de la guerre de Bosnie, des sans-papiers, du Paris cynique et fataliste.

## Éditions
- Les Corrompus, éditions Grasset, 1998  (ISBN 2246572312)[2].